# NGC 3863
NGC 3863 је спирална галаксија у сазвежђу Девица која се налази на NGC листи објеката дубоког неба.
Деклинација објекта је + 8° 28' 12" а ректасцензија 11h 45m 5,5s. Привидна величина (магнитуда) објекта NGC 3863 износи 13,0 а фотографска магнитуда 13,8. NGC 3863 је још познат и под ознакама UGC 6722, MCG 2-30-28, CGCG 68-54, IRAS 11425+0844, PGC 36607.